# 黄筌
黃筌（903年—965年），又作黄荃，字要叔，四川成都人，五代十國西蜀畫家。主要創作活動在後蜀時期。擅畫花、竹、翎毛、佛道、人物和山水。

## 生平
黃筌17歲時即因善畫供奉前蜀後主王衍。後蜀先主孟知祥即位後，授他為翰林待詔，司翰林圖畫院事。後蜀後主孟昶時，賜予金紫，加官銜為如京副使，供職西蜀畫院，先後達40年之久。965年，後蜀降宋，黃筌來到宋京城汴梁（今河南省開封市），即年病死。

## 評價
黃筌在中國古代花鳥畫發展史上占有重要地位。他集眾家之長，鳥雀師刁光胤，山水師李昇，龍水、松石、墨竹師孫位，他能自出新意，不重蹈抄襲他人的陳跡，創出一種新體並使工筆花鳥畫達到成熟期。黃筌的《寫生珍禽圖》其表現翎毛、昆蟲等自然物態的精確性及其作為藝術形象的審美趣味性，確已達到妙造自然、形神兼備的地步。黃筌還繼承和發展了邊鸞描寫活禽生卉的傳統，以優美的筆致和賦色技巧表現動植物的生動情態。黃筌也能畫山水、人物。與徐熙並稱「徐熙野逸，黃家富貴。」。今有《寫生珍禽圖》傳世。子黃居宷、黃居寶等亦擅花鳥，承其父法，黃居宷有《山鷓棘雀圖》傳世。